# 大村站 (兵庫縣)

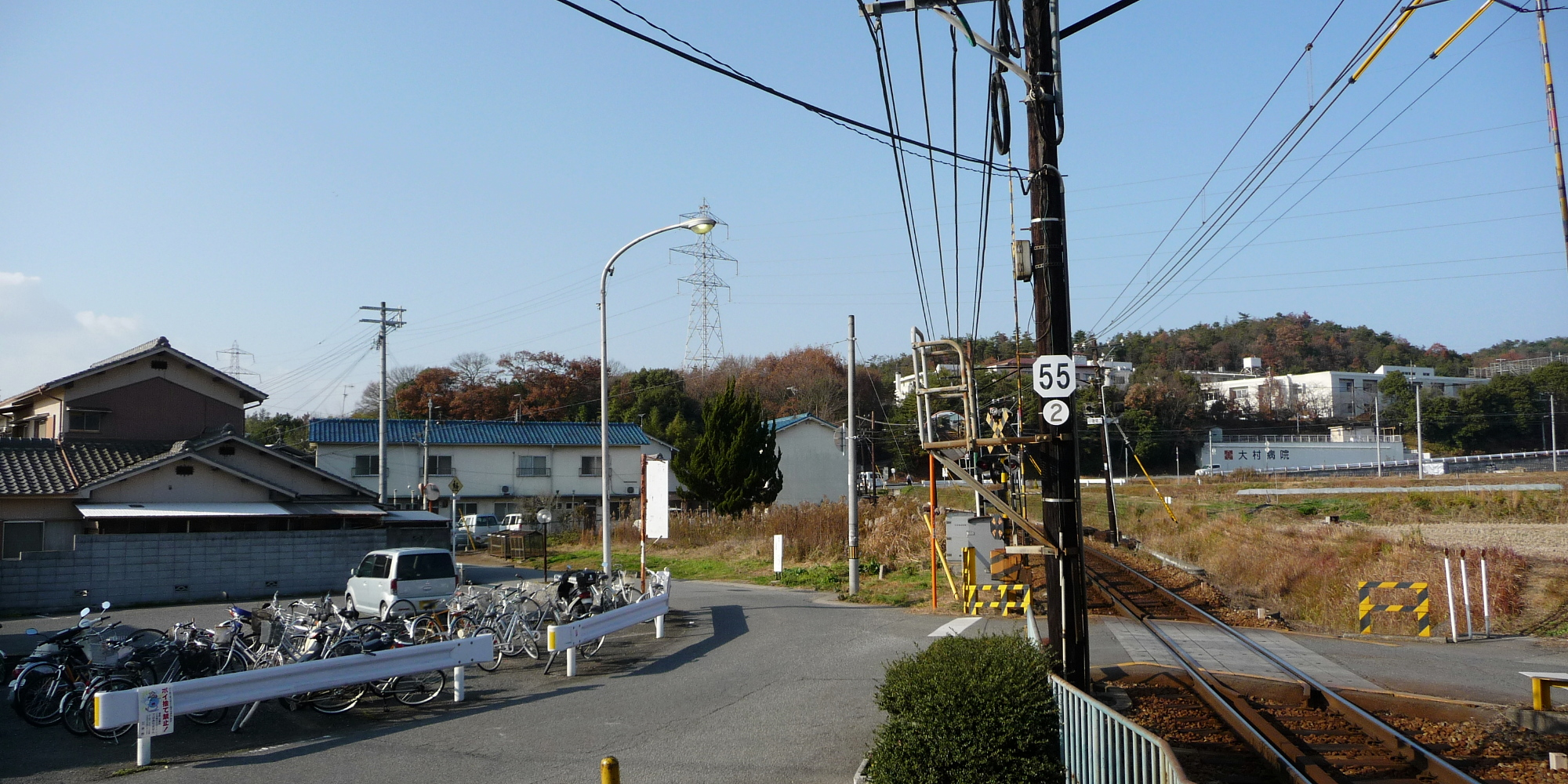
站前風景

大村站（日语：／ Ōmura eki */?）是位於兵庫縣三木市大村字谷後，神戶電鐵的粟生線車站。車站編號為KB54。

## 歷史
- 1951年（昭和26年）12月28日 - 三木福有橋（現時：三木）至電鐵小野（現時：小野）之間開通，大村站啟用[1]。
- 1952年（昭和27年）10月1日 - 車站改名為電鐵大村站[1]。
- 1988年（昭和63年）4月1日 - 車站改名為大村站[1]。

## 車站構造
車站是一座地面車站，設有1面1線的單式月台。月台可容納4卡車廂。月台靠近粟生一方設有小型車站大樓。
此站引入了使用光纖網絡連接的站務遠端系統。由中央站可遠端操作自動售票機、自動閘機、自動補票機、攝影機、對講機和捲閘。此站會有站員進行巡邏。站內沒有商店。車站附近的理髮會委托販賣企劃車票。

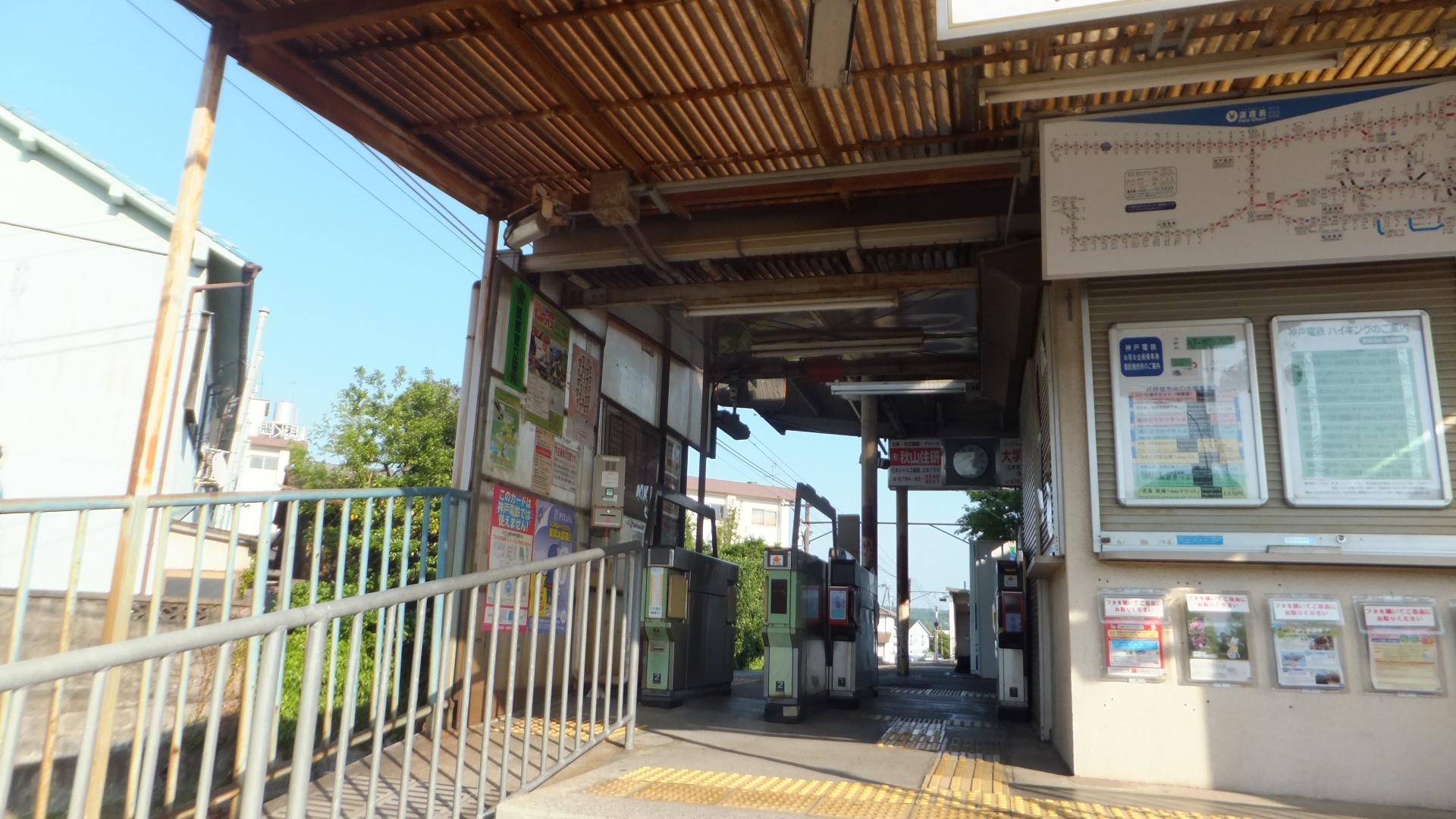
自動閘機

## 車站周邊
此站以西1公里處設有山陽自動車道三木小野交匯處，該處設有大型商業設施。
- 神姬巴士三木營業所（日语：神姫バス三木営業所）
- 金剛寺（日语：金剛寺 (三木市)）
- 谷大膳（日语：谷衛好）之墓[1]
- 大村醫院（日语：大村病院）
- 天使認定兒童園
- 三木市立平田小學（日语：三木市立平田小学校）
- 三木警署（日语：三木警察署）

另外，由於站前道路比較狹窄，因此站前沒有巴士路線駛入。最近的巴士站是「大村」巴士站。

## 利用狀況
在2016年度，1年總乘車人次為163千人，平均每日乘車人次は445人
| 年度 | 1日平均 乘車人次 |
| ---- | ---------------- |
| 2002 | 477              |
| 2003 | 449              |
| 2004 | 445              |
| 2005 | 474              |
| 2006 | 474              |
| 2007 | 458              |
| 2008 | 470              |
| 2009 | 460              |
| 2010 | 433              |
| 2011 | 444              |
| 2012 | 434              |
| 2013 | 438              |
| 2014 | 433              |
| 2015 | 441              |
| 2016 | 445              |

## 相鄰車站
神戶電鐵
 粟生線
■急行、■準急、■普通
三木（KB53）－大村（KB54）－樫山（KB55）

## 注腳
1. 1 2 3 4 5 6 7 8 9 10 11 12 13  . 神户新聞综合出版中心. 2012-12-10: 196. ISBN 9784343006745 （日语）.
2. ↑  三木市統計書

## 外部連結
- 大村站（神戶電鐵） （页面存档备份，存于）（日語）